# Heniochus acuminatus

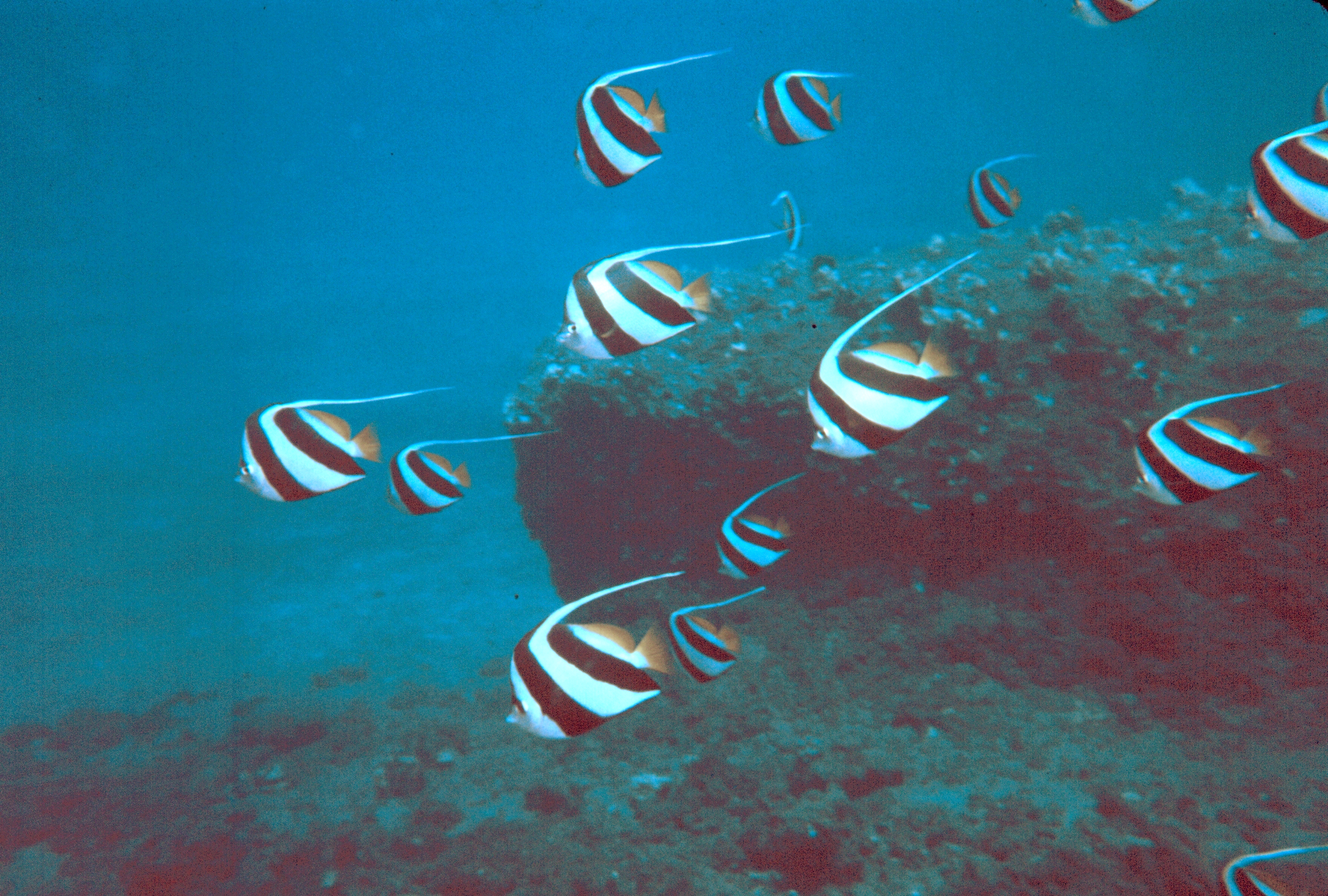
Un banco de Heniochus acuminatus

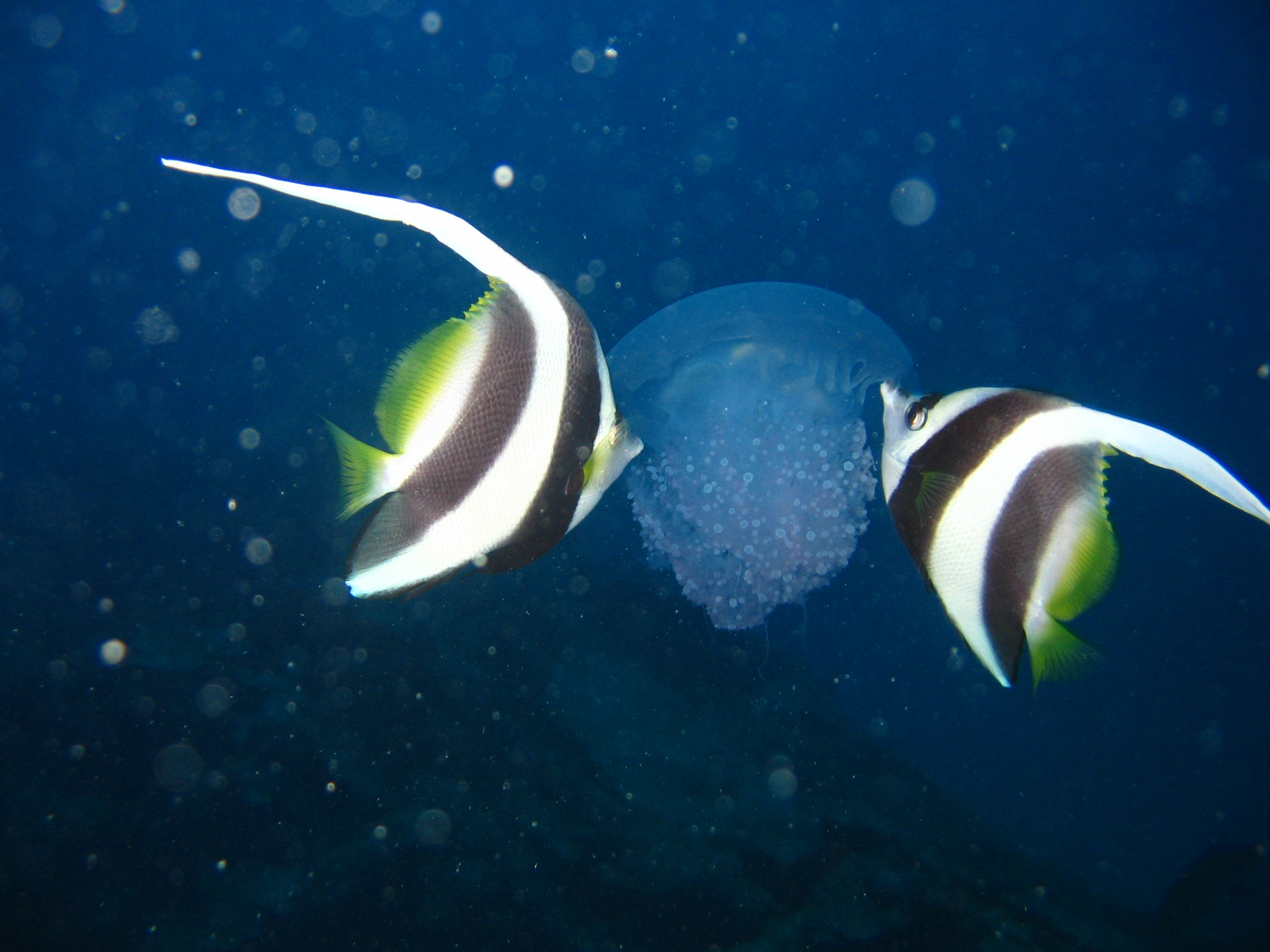
Heniochus acuminatus comiendo una medusa.

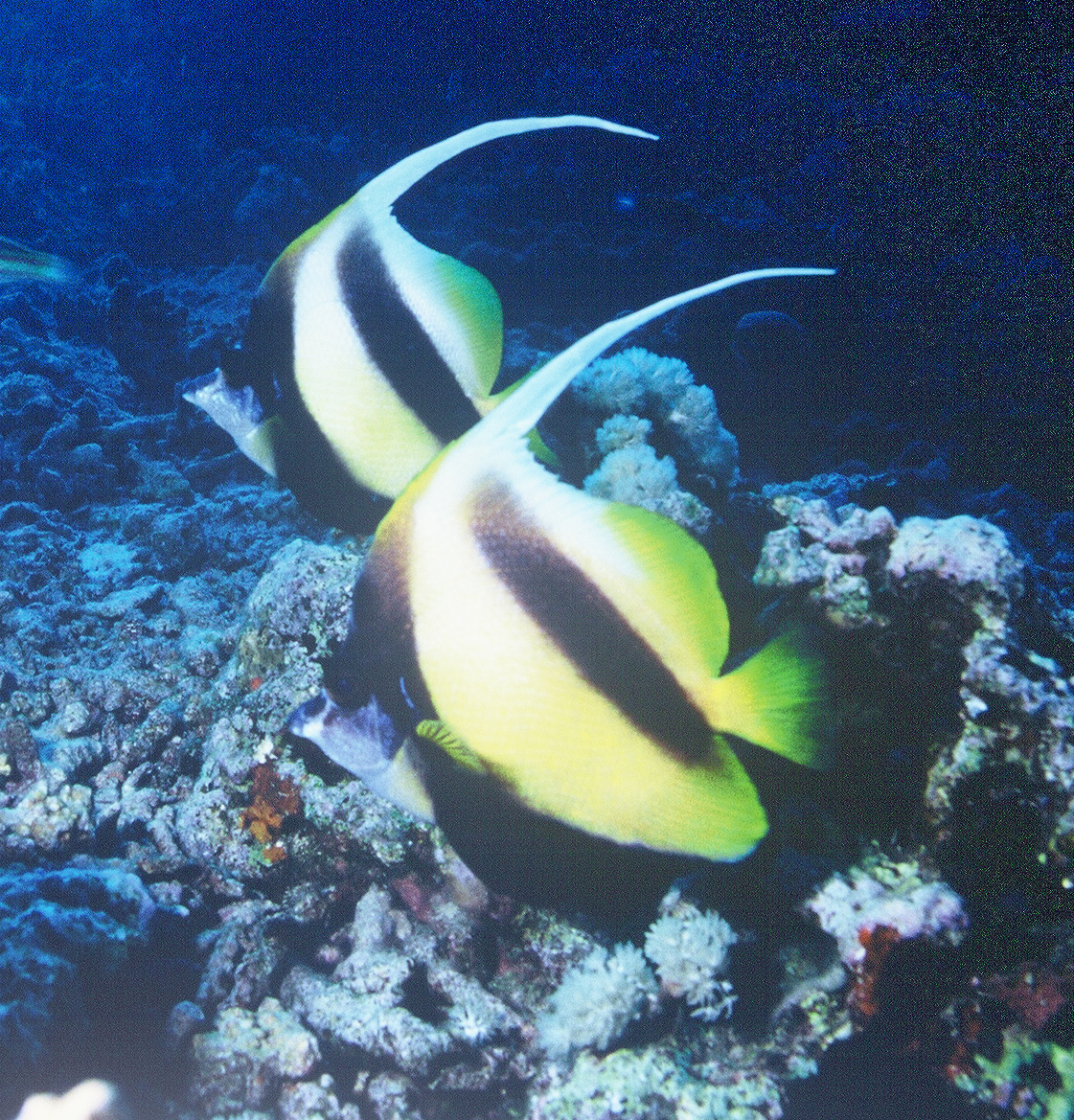
Pareja de H. acuminatus

El pez coral  o pez estandarte de aleta larga (Heniochus acuminatus), es un pez tropical perciforme de la familia Chaetodontidae.

## Morfología
Presentan parte de su aleta dorsal en forma de largo filamento, que puede llegar a medir incluso más que el propio animal. Se trata de una especie decorada con dos franjas negras sobre fondo blanco, y tonalidades amarillas en el resto de la aleta dorsal y caudal; las aletas pelvianas son negras. La primera de las franjas, se extiende desde la parte delantera del "estandarte" de la aleta dorsal, atravesando la zona de las aletas pectorales, hasta las aletas pelvianas. La segunda franja, va desde la parte trasera del "estandarte" de la aleta dorsal, hasta el abdomen y la aleta anal.
Su cuerpo es aplanado y comprimido lateralmente. Tiene entre 11 y 12 espinas dorsales, entre 22 y 27 radios blandos dorsales, 3 espinas anales, y, entre 17 y 19 radios blandos anales.
Alcanza los 25 cm de largo.
Se parece mucho en el aspecto a su pariente cercano Heniochus diphreutes, pero tiene una forma más alargada y circular. 

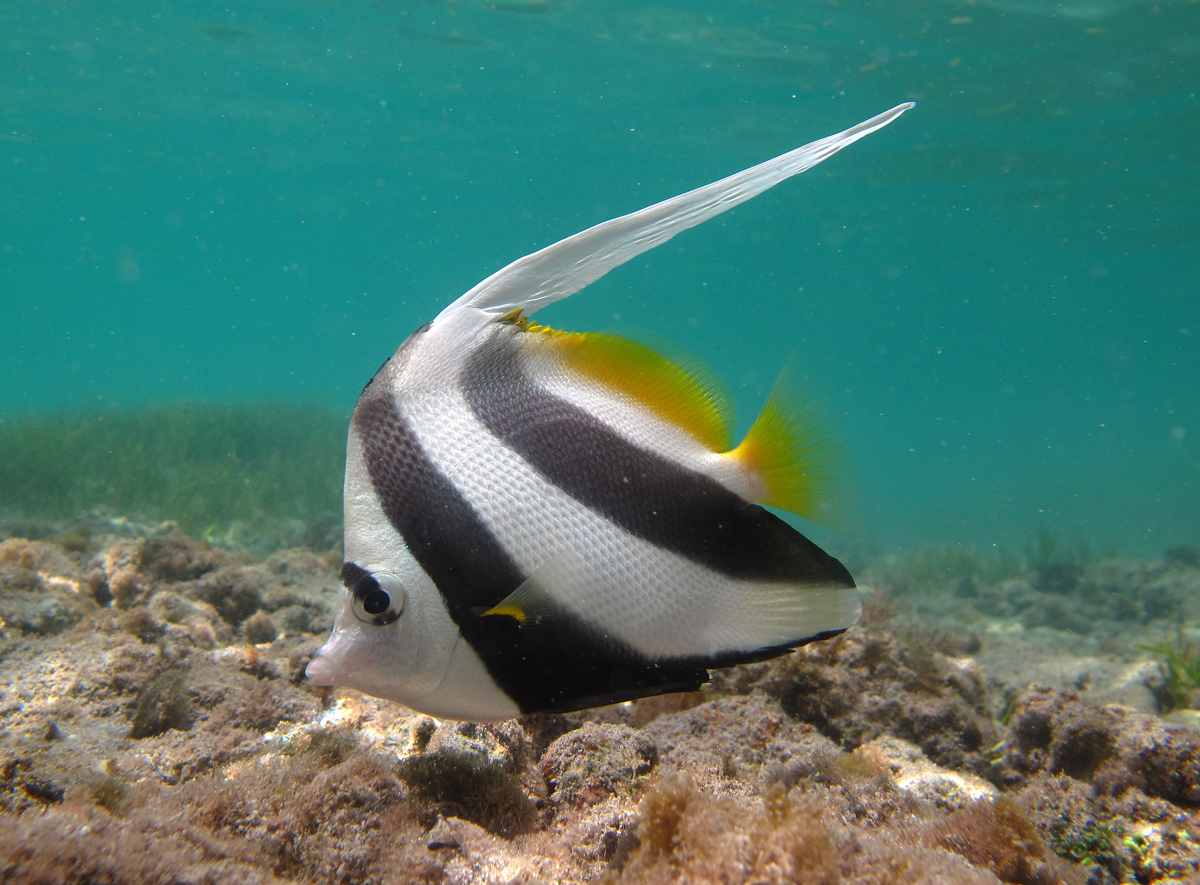
H. acuminatus
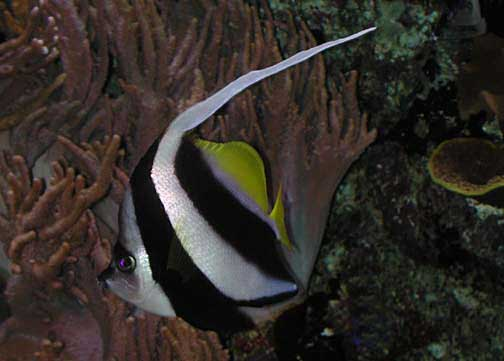
H. diphreutes

## Comportamiento
La especie es un pez sociable, que se encuentra por parejas o en bancos. Son muy tranquilos, raramente territoriales. Algunos ejemplos hasta actúan como limpiadores, especialmente cuando son jóvenes, eliminando parásitos de los otros peces.

## Alimentación
El pez de coral come mayoritariamente zooplancton y pequeños invertebrados en su medio natural, así como pólipos de especies coralinas, tales como Clavularia, Clavularia viridis, Zoanthus, etc.

## Distribución
El pez coral se distribuye ampliamente en el océano Indo-Pacífico, desde la costa este africana hasta Polinesia. Es especie nativa de Arabia Saudí; Australia; Baréin; Bangladés; Birmania; Brunéi Darussalam; Camboya; China;  Cocos; Comoros; Cook; Emiratos Árabes Unidos; Filipinas; Fiyi; Guam; India (Andaman Is., Nicobar Is.); Indonesia; Irán; Irak; Japón; Kenia; Kiribati (Kiribati Line Is., Phoenix Is.); Corea; Kuwait; Madagascar; Malasia; Maldivas; Islas Marshall; Mauricio; Mayotte; Micronesia; Mozambique; Nauru; isla Navidad; Nueva Caledonia; Niue; islas Mariana; Omán; Pakistán; Palaos; Papúa Nueva Guinea; Polinesia; Catar; Reunión; Samoa; Seychelles; Singapur; Islas Salomón; Somalia; Sudáfrica; Sri Lanka; Sudán; Taiwán; Tanzania; Tailandia; Tokelau; Tonga; Tuvalu; Vanuatu; Vietnam; Wallis y Futuna; Yemen y Yibuti.

## Hábitat
Habita en la profundidad, en lagunas y canales protegidos, y en las partes más profundas de la ladera de arrecifes exteriores. En un rango entre los 2 y los 75 m, más usualmente por debajo de los 15 m.

## Reproducción
Dióicos y ovíparos. Forman parejas durante el ciclo reproductivo.

## Mantenimiento
Este pez se cría con cierta frecuencia en la industria de los acuarios marinos. Es bastante fácil de cuidar, tan solo mantenerlo en un acuario de tamaño adecuado con otros compañeros pacíficos. Incompatible con ciertas especies de corales.
Acepta mysis, artemia o huevos de crustáceos. Suele aceptar también comida en escamas o gránulos.
Es muy sensible a picos de amoniaco y nitrito. Incluso reacciona al nitrato en niveles elevados. No introducir en acuarios que no estén muy bien ciclados y estables.